# Liste der Biografien/Gid
Liste der Biografien |
Portal Biografien |
Personensuche
# |
A |
B |
C |
D |
E |
F |
G |
H |
I |
J |
K |
L |
M |
N |
O |
P |
Q |
R |
S |
T |
U |
V |
W |
X |
Y |
Z |
?
 
Ga |
Gb |
Gc |
Gd |
Ge |
Gf |
Gh |
Gi |
Gj |
Gk |
Gl |
Gm |
Gn |
Go |
Gp |
Gq |
Gr |
Gs |
Gu |
Gv |
Gw |
Gy |
Gz
 
Gia |
Gib |
Gic |
Gid |
Gie |
Gif |
Gig |
Gih |
Gij |
Gik |
Gil |
Gim |
Gin |
Gio |
Gip |
Gir |
Gis |
Git |
Giu |
Giv |
Giw |
Giy |
Giz
Die Liste der Biografien führt alle Personen auf, die in der deutschsprachigen Wikipedia einen Artikel haben. Dieses ist eine Teilliste mit 54 Einträgen von Personen, deren Namen mit den Buchstaben „Gid“ beginnt.

## Gid

### Gida
- Gidal, Georg (1908–1931), deutscher Pressefotograf
- Gidal, Peter (* 1946), britischer Filmtheoretiker und Regisseur von Avantgardefilmen
- Gidal, Sonia (1922–2012), deutsch-israelische Bildjournalistin, Autorin und Regisseurin
- Gidal, Tim N. (1909–1996), deutsch-amerikanisch-israelischer Fotograf

### Gidd
- Giddens, Anthony (* 1938), britischer Soziologe und Life PeerAnthony Giddens (* 1938)

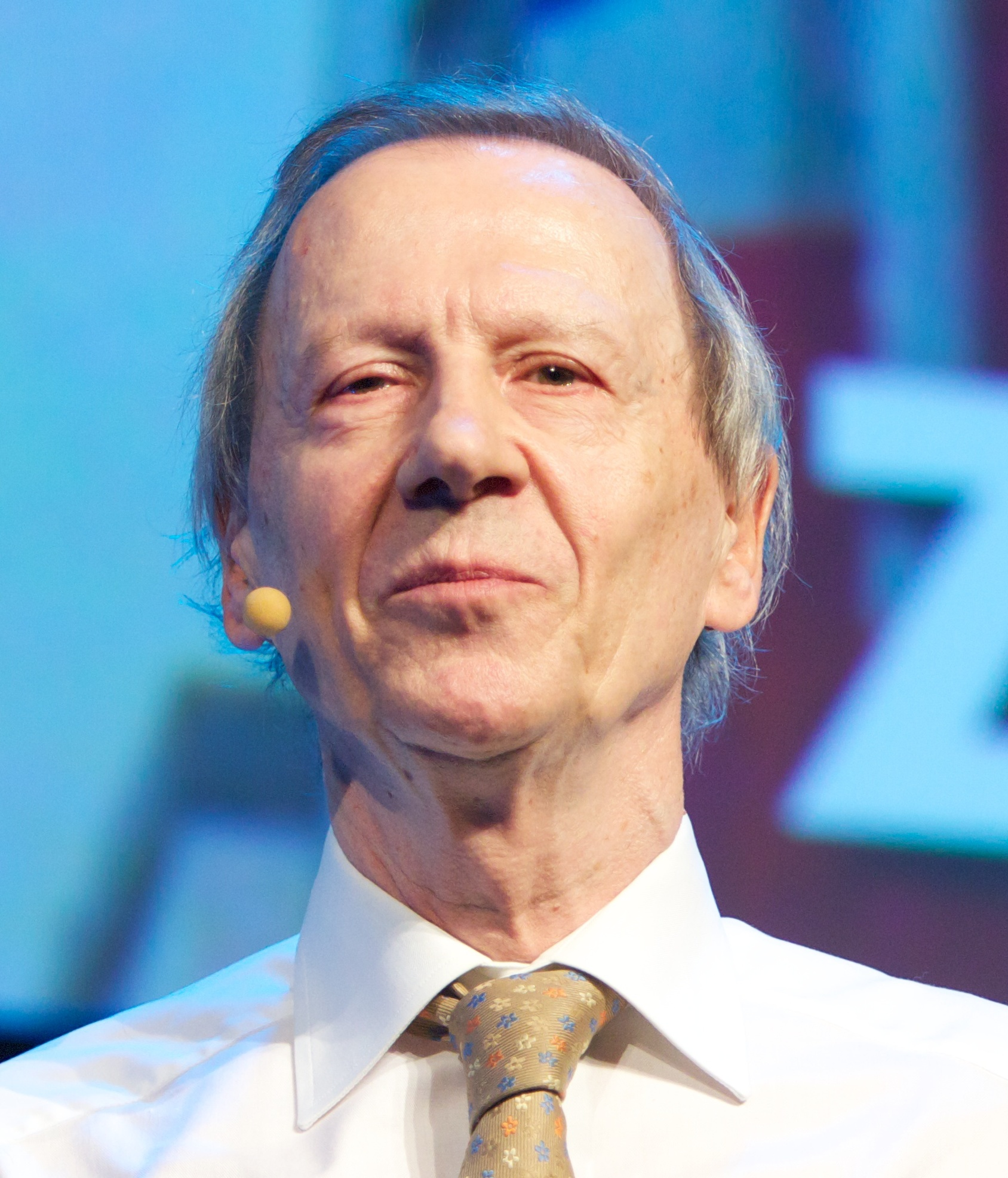
Anthony Giddens (* 1938)

- Giddens, J. R. (* 1985), US-amerikanischer Basketballspieler
- Giddens, Rebecca (* 1977), US-amerikanische Kanutin
- Giddens, Rhiannon (* 1977), US-amerikanische Sängerin traditioneller Musik
- Giddey, Josh (* 2002), australischer Basketballspieler
- Gidding, John (* 1977), türkischer Architekt, Fernsehschauspieler und ehemaliges Fashion-Model
- Gidding, Nelson (1919–2004), US-amerikanischer Drehbuchautor
- Giddings, Andrew (* 1963), britischer Musiker
- Giddings, De Witt Clinton (1827–1903), US-amerikanischer Politiker
- Giddings, Franklin H. (1855–1931), US-amerikanischer Soziologe
- Giddings, J. Calvin (1930–1996), US-amerikanischer Chemiker
- Giddings, J. Wight (1858–1933), US-amerikanischer Politiker
- Giddings, Joshua (* 2003), britischer Radsportler
- Giddings, Joshua Reed (1795–1864), US-amerikanischer Jurist und Politiker
- Giddings, Lara (* 1972), australische Rechtsanwältin und Politikerin
- Giddings, Marsh (1816–1875), US-amerikanischer Politiker
- Giddings, Napoleon Bonaparte (1816–1897), US-amerikanischer Politiker
- Giddins, Gary (* 1948), US-amerikanischer Jazzautor
- Giddish, Kelli (* 1980), US-amerikanische Schauspielerin

### Gide
- Gide, André (1869–1951), französischer SchriftstellerAndré Gide (1869–1951)

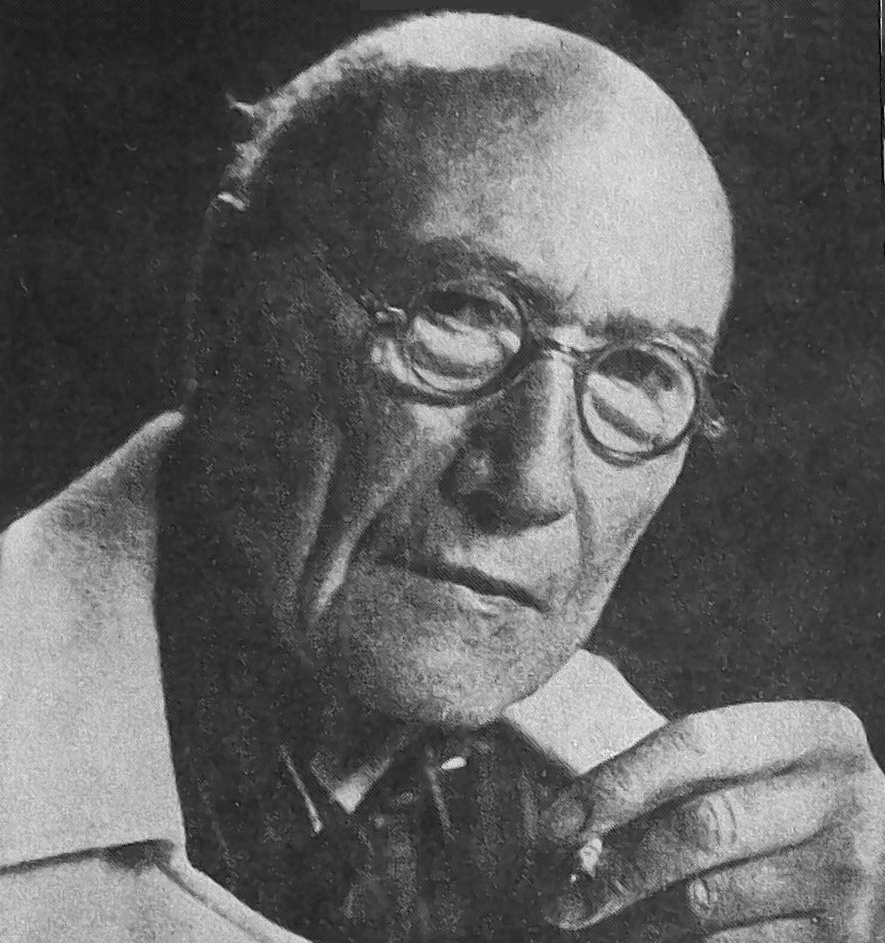
André Gide (1869–1951)

- Gide, Charles (1847–1932), französischer Nationalökonom und Genossenschaftsexpete
- Gide, Théophile (1822–1890), französischer Genre- und Historienmaler
- Gidel, Charles Antoine (1827–1900), französischer Literaturhistoriker
- Gideon, Richter Israels
- Gideon, Francis C. (1917–1993), US-amerikanischer Offizier, Generalleutnant der US Air Force
- Gideon, Markus Fernaldi (* 1991), indonesischer Badmintonspieler
- Gideon, Mary (* 1989), nigerianische Badmintonspielerin
- Gideon, Melville J. (1884–1933), US-amerikanischer Komponist, Sänger und Pianist
- Gideon, Raynold, US-amerikanischer Drehbuchautor und Filmproduzent
- Gideon, Sampson (1699–1762), britischer Bankier
- Gideon, Sara (* 1971), amerikanische Politikerin (Demokratische Partei)
- Gideon, Wilhelm (1898–1977), deutscher KZ-Kommandant
- Gider, Iskender (* 1957), türkisch-deutscher Künstler, Bilderbuchautor und Kinderbuchillustrator
- Gidey, Efrem (* 2000), irischer Langstreckenläufer
- Gidey, Letesenbet (* 1998), äthiopische Langstreckenläuferin
- Gidey, Mebrat (* 2005), äthiopische Langstreckenläuferin

### Gidi
- Gidikow, Borislaw (* 1965), bulgarischer Gewichtheber
- Gidion, Anne (* 1971), evangelisch-lutherische Theologin, Pastorin, Rektorin, Bevollmächtigte der Evangelischen Kirche in Deutschland (EKD) bei der Bundesrepublik Deutschland und der Europäischen Union
- Gidion, Margarita (* 1994), deutsche Fußballspielerin
- Giditsch, Jewgeni (* 1996), kasachischer Radrennfahrer

### Gidl
- Gidley, Pamela (1965–2018), US-amerikanische Schauspielerin
- Gidlow, Elsa (1898–1986), US-amerikanische Schriftstellerin, Autorin, Journalistin und Dichterin

### Gidm
- Gidman, John (* 1954), englischer Fußballspieler

### Gidn
- Gidney, Herbert (1881–1963), US-amerikanischer Hochspringer

### Gido
- Gidō, Shūshin (1325–1388), japanischer Mönch und Dichter
- Gîdoiu, Talida-Teodora (* 1986), rumänische Ruderin
- Gidoni, Elsa (1899–1978), deutsch-amerikanische Architektin und Designerin für Innenarchitektur

### Gids
- Gidschenow, Radoslaw (* 1991), bulgarischer Fußballschiedsrichter
- Gidsel, Mathias (* 1999), dänischer HandballspielerMathias Gidsel (* 1999)

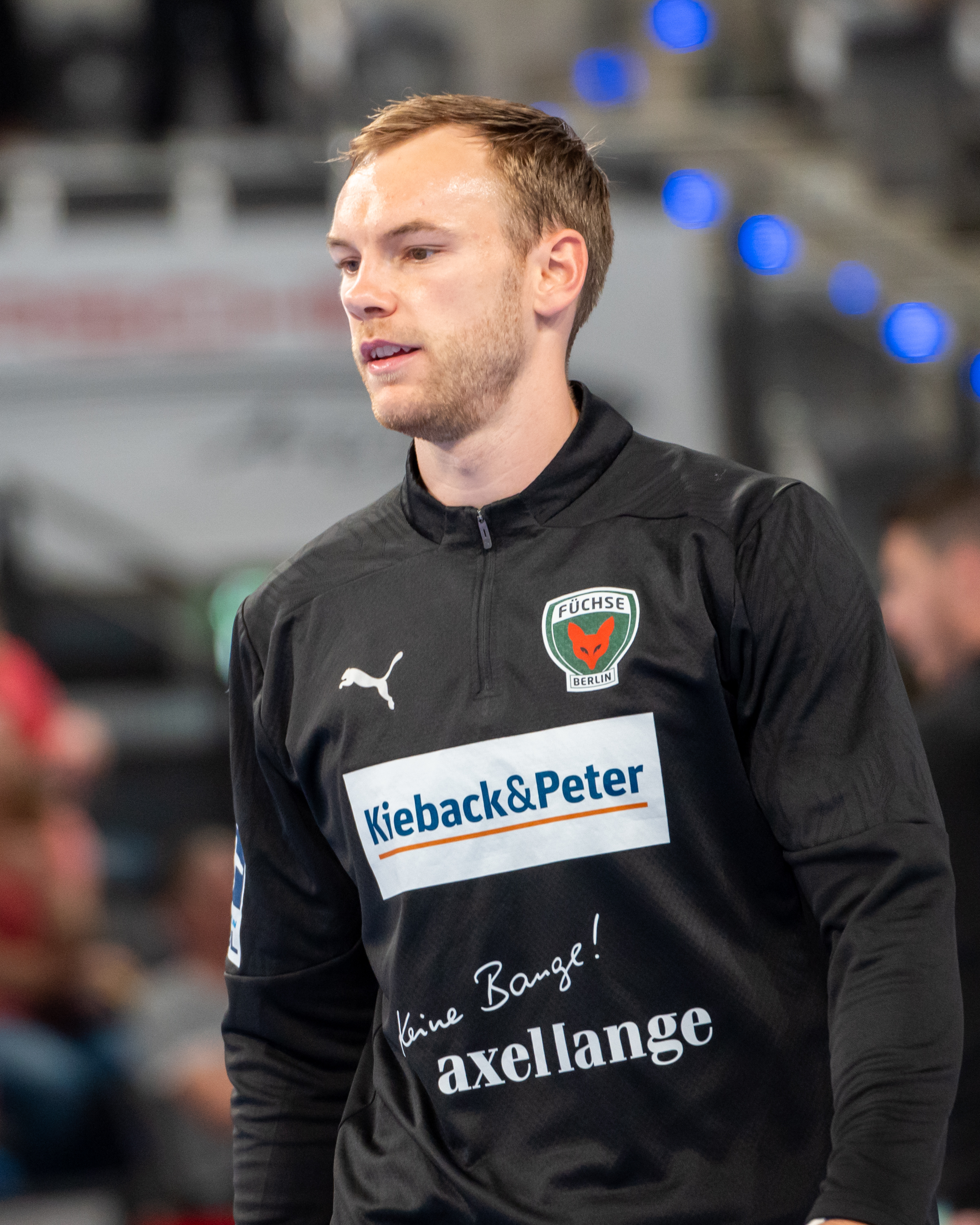
Mathias Gidsel (* 1999)

- Gidsenko, Juri Pawlowitsch (* 1962), sowjetischer Kosmonaut